# Planicephalus crassistylus
Planicephalus crassistylus är en insektsart som beskrevs av Rauno E. Linnavuori och Delong 1978. Planicephalus crassistylus ingår i släktet Planicephalus och familjen dvärgstritar. Inga underarter finns listade i Catalogue of Life.